# Synaphobranchus affinis
Synaphobranchus affinis är en fiskart som beskrevs av Günther, 1877. Synaphobranchus affinis ingår i släktet Synaphobranchus och familjen Synaphobranchidae. IUCN kategoriserar arten globalt som livskraftig. Inga underarter finns listade i Catalogue of Life.